# Dick Lee (cầu thủ bóng đá, sinh năm 1944)
Richard Lee (sinh ngày 11 tháng 9 năm 1944) là một cựu cầu thủ bóng đá chuyên nghiệp người Anh thi đấu ở Football League cho Halifax Town và Mansfield Town.